# Магар, Хагендра Тапа
Хагендра Тапа Магар (4 октября 1992, Баглунг — 17 января 2020, Покхара) — житель  Непала, считавшийся самым маленьким человеком в мире с 14 октября 2010 года по 12 июня 2011 года, его рост — 63,01 см (2 фута 2,41 дюйма). Магар — карлик.
Получивший известность как самый низкорослый подросток в мире, Магар по достижении совершеннолетия 14 октября 2010 года отобрал титул самого маленького человека в мире у Эдварда Ниньо Эрнандеса, рост которого на тот момент был 70 см.
12 июня 2011 года титул самого маленького взрослого человека достался уроженцу Филиппин Джунри Балуингу, рост которого составляет 60 сантиметров.
В 2017 году 24-летнему Хагендре Тапа Магару, которого называют «Маленьким Буддой», вернули звание «самого маленького мобильного человека» в «Книге рекордов Гиннесса». Его рост 67 см. В 2010 году Хагендра потерял этот титул, поскольку был найден более низкий мужчина. Пересмотр данных, инициированный программой «Мир наизнанку», показал, что Кахендра всё же являлся самым низким мобильным человеком в мире. Впоследствии он был повторно внесён в «Книгу рекордов Гиннесса» и его рост составлял 63,01 см

## Биография
Родился 4 октября 1992 года в провинции Баглунг, Непал. Родители: отец — Руп Бахадур, мать — Дана Майя Тапа Магар. Деревенские жители дали Магару прозвище «маленький Будда». При рождении весил 600 г, его вес на момент смерти — 5,5 кг.
В мае 2008 года Магар появился на британском канале «Channel 4» в документальном фильме «Я и самый маленький человек в мире» Марка Долана.
Также сюжет о нём появлялся в украинской научно-популярной программе «Мир наизнанку».

## Смерть
Магар умер в Покхаре 17 января 2020 года от пневмонии, о чём сообщено на официальном сайте Книги рекордов Гиннесса.